# Krzysztof Bochenek
Krzysztof Bochenek (ur. 13 listopada 1960 w Tychach) – polski aktor, od 1982 aktor Teatru „Bagatela” im. Tadeusza Boya-Żeleńskiego w Krakowie.

## Życiorys
Ukończył studia na PWST w Krakowie w 1983 (dyplom 1984). Jest laureatem XII Przeglądu Piosenki Aktorskiej we Wrocławiu (1991) i Konkursu Piosenki Francuskiej w Brwinowie. Od 1982 współpracuje z Teatrem Bagatela, czasami będąc również asystentem reżysera przy spektaklach. 
W latach 1998 - 2004 prowadził wraz z grupą dzieci audycje młodzieżową „Radio Urwis" emitowaną w ramach bloku „Radio Dzieciom" na antenie Programu Pierwszego Polskiego Radia w piątki o godzinie 19:30. W ramach wspomnianego współredagowanego przez siebie cyklu Bochenek wcielał się w rolę „Wujka Bochena" będącego opiekunem najmłodszych prowadzących program oraz „Redaktora Talona" w mini-słuchowisku „Kapitan Dziamdziolak" który to pojawiał się na końcu każdej audycji.

## Filmografia
- 1977: Kto da więcej co ja
- 1986: Komedianci z wczorajszej ulicy jako Basztard
- 1986: Blisko, coraz bliżej (odc. 19)
- 1986: Biała wizytówka (odc. 6)
- 1987: Śmierć Johna L.
- 1987: Śmieciarz (odc. 3)
- 1988: Rodzina Kanderów (odc. 7)
- 1991: Dzieje kultury polskiej
- 1996: Gry uliczne
- 1997: Sława i chwała (odc. 7)
- 1997: Klan jako Robert Kujawa
- 2002: Samo życie jako starszy aspirant Witold Dłużyński
- 2003: Na Wspólnej jako ratownik
- 2003: Marcinelle jako Impiegato Miniera
- 2004: Święta wojna jako Koszyk (odc. 183)
- 2004: Ono
- 2004: Mój Nikifor jako ksiądz w Złockiem
- 2005: Karol. Człowiek, który został papieżem jako Stahl
- 2005: Wiedźmy jako polityk (odc. 13)
- 2006: U fryzjera jako detektyw (odc. 5)
- 2006: Plac Zbawiciela jako Wiktor
- 2006: Niania jako mężczyzna w płaszczu (odc. 40)
- 2006: Magda M. jako klient Piotra (odc. 28)
- 2006: Kryminalni jako Stankiewicz (odc. 63)
- 2006: Egzamin z życia jako gość weselny (odc. 46)
- 2007: Pitbull jako strażnik miejski (odc. 10)
- 2007: Ostatnia szychta jako Krysiak
- 2007: Faceci do wzięcia jako pracownik cmentarza (odc. 54)
- 2008: Kulisy II wojny światowej
- 2008: Mała Moskwa
- 2008: Mała Moskwa (odc. 3)
- 2008: Faceci do wzięcia (odc. 73)
- 2008–2009: BrzydUla jako dyrektor banku
- 2009: Ojciec Mateusz jako właściciel kolektury (odc. 30)
- 2009–2010: Majka jako urzędnik Ziemski
- 2010: Szpilki na Giewoncie jako właściciel pensjonatu (odc. 4)
- 2010: Ratownicy jako brygadzista (odc. 11)
- 2010–2014: Barwy szczęścia jako Selim Korycki
- 2010: 1920. Wojna i miłość jako oficer bolszewicki (odc. 13)
- 2011: Wszyscy kochają Romana jako Stefan (odc. 1, odc. 10)
- 2011: Uwikłanie jako strażnik miejski
- 2011: Usta usta jako prowadzący aukcję (odc. 34)
- 2011: Układ warszawski jako hydraulik (odc. 13)
- 2011: Plebania jako producent (odc. 1664)
- 2012: Julia jako właściciel lokalu (odc. 115)
- 2012: Komisarz Alex jako krępy sprzedawca (odc. 25)
- 2013: Papusza jako dozorca
- 2013: Oszukane jako ordynator
- 2013: Prawo Agaty jako sędzia (odc. 47)
- 2013: Pierwsza miłość jako majster
- 2013: Na dobre i na złe jako Wiesław (odc. 543)
- 2016: Bóg w Krakowie jako pan Zdzisław
- 2016: Na Wspólnej jako Zdzisław Babiński
- 2017: Maria Skłodowska-Curie jako przewodniczący Akademii Francuskiej
- 2017: Przyjaciółki jako właściciel pizzerii (odc. 105)
- 2017: Rodzinka.pl jako klient (odc. 202)
- 2017: Ojciec Mateusz jako Sławek (odc. 224)
- 2017: Ptaki śpiewają w Kigali
- 2017: Ach śpij kochanie jako Józef Dederko
- 2018: Komisarz Alex jako ojciec Ewy (odc. 139)
- 2020: Pętla (również serial) jako Heniek, właściciel klubu

### Spektakle telewizyjne
- 1989: Ryszard III jako posłaniec
- 1990: Traugutt jako ksiądz Kapucyn
- 1994: Wiśniowy sad

### Etiudy
- 1983: Wyjście jako Rudy
- 2007: Lunatycy jako ojciec

### Polski dubbing
- 2001: Głupki z kosmosu (gra video) jako bocian[3]